# Spyboy
Spyboy es un álbum en directo de la cantante estadounidense Emmylou Harris, publicado por la compañía discográfica Eminent Records en agosto de 1998. Contó con el respaldo de su banda de apoyo, Spyboy, que formó para una gira de promoción de su anterior trabajo, Wrecking Ball. Tomando un enfoque acústico, Harris está respaldada por un trío integrado por el compositor Buddy Miller a la guitarra y los músicos de Nueva Orleans Daryl Johnson y Brady Blade. Junto a canciones de Wrecking Ball como «Where Will I Be» y «Deeper Well», Harris interpretó canciones de su carrera como «Born to Run», del álbum Cimarron; «Love Hurts», que tocó con Gram Parsons en sus comienzos; «I Ain't Living Long Like This», de Quarter Moon in a Ten Cent Town, y su oda a Parsons, «Boulder to Birmingham», de su álbum debut Pieces of the Sky. Spyboy alcanzó el puesto 27 en la lista estadounidense de álbumes country y el 180 en la lista general Billboard 200, además de llegar al puesto 57 en la lista británica UK Albums Chart.

## Lista de canciones
1. "My Songbird" (Jesse Winchester) – 3:30
2. "Where Will I Be" (Daniel Lanois) – 4:21
3. "I Ain't Living Long Like This" (Rodney Crowell) – 4:20
4. "Love Hurts" (Boudleaux Bryant) – 2:55
5. "Green Pastures" (Traditional) – 3:05
6. "Deeper Well" (Harris, Lanois, David Olney) – 7:16
7. "Prayer in Open D" (Harris) – 4:01
8. "Calling My Children Home" (Doyle Lawson, Charles Waller, Robert Yates) – 3:02
9. "Tulsa Queen" (Crowell, Harris) – 4:30
10. "Wheels" (Chris Hillman, Gram Parsons) – 3:04
11. "Born to Run" (Paul Kennerley) – 4:44
12. "Boulder to Birmingham" (Bill Danoff, Harris) 	3:21
13. "All My Tears (Be Washed Away)" (Julie Miller) – 5:06
14. "The Maker" (Lanois) – 8:40

## Personal
- Emmylou Harris - voz, guitarra acústica
- Buddy Miller - guitarra eléctrica y coros
- Daryl Johnson - bajo, djembe, percusión y coros
- Brady Blade - batería, percusión y coros
- Julie Miller - coros en "All My Tears (Be Washed Away)"

## Posición en listas
| País           | Lista           | Posición |
| -------------- | --------------- | -------- |
| Estados Unidos | Country Albums  | 27       |
| Estados Unidos | Billboard 200   | 180      |
| Reino Unido    | UK Albums Chart | 57       |